# Faceliowiec

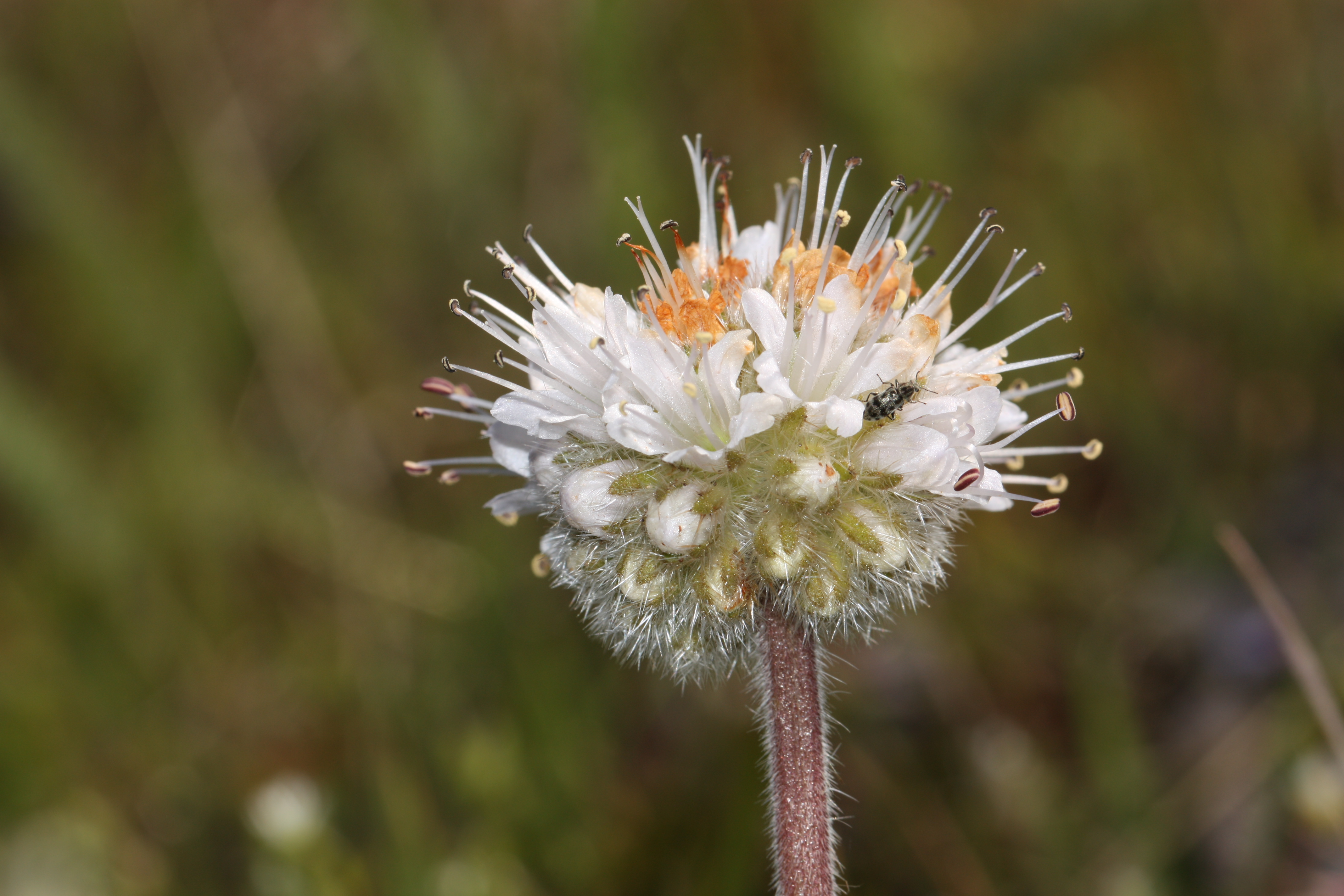
Hydrophyllum capitatum

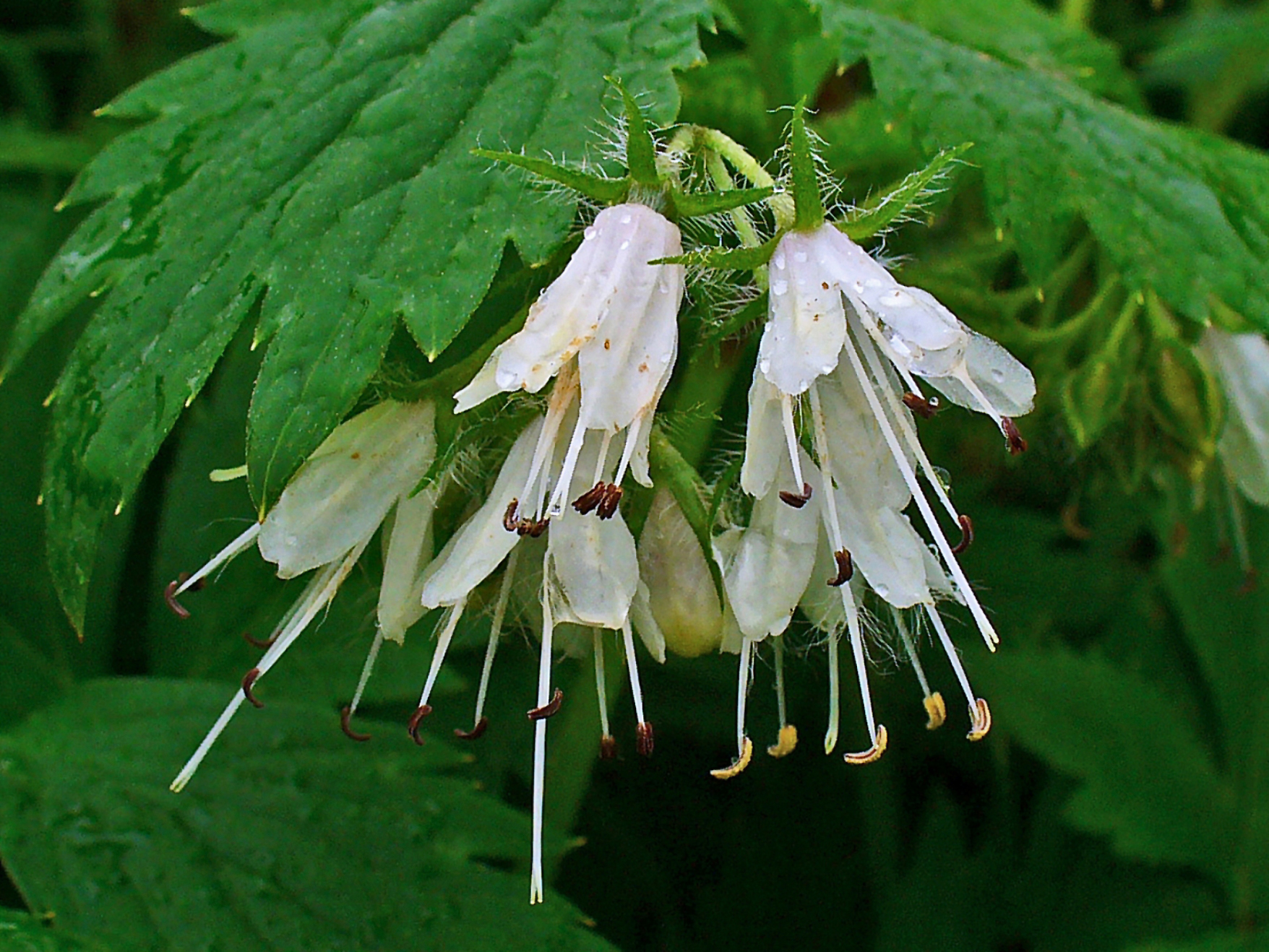
Hydrophyllum virginianum

Faceliowiec, czerpatka, wodolist (Hydrophyllum) – rodzaj roślin należący do rodziny faceliowatych (Hydrophyllaceae). Obejmuje około 10 do 11 gatunków. Gatunki te występują w dwóch grupach zasięgowych – jedna we wschodniej części Ameryki Północnej, druga w jej zachodniej części. Zasiedlają różne siedliska – suche i wilgotne, ale zawsze w lasach. Niektóre gatunki bywają uprawiane jako rośliny ozdobne i ciekawostki botaniczne. Dawniej zielone części roślin były spożywane przez Indian jako warzywo.

## Morfologia
PokrójByliny osiągające do 60 cm wysokości z grubym kłączem.
LiścieLiście odziomkowe, duże, klapowane lub nieregularnie podzielone.
KwiatyO średnicy ok. 1 cm, skupione są w gęste kwiatostany na końcu pędu kwiatonośnego. Działki kielicha, których jest 5, zrośnięte są tylko u nasady. Płatki korony także w liczbie 5 zrośnięte są u nasady w krótką rurkę poza tym rozpostarte. Mają barwę białą, zielonkawą, fioletową lub niebieską. Pręciki równej długości, zwykle dłuższe od rurki korony, ich nitki są długie i owłosione, pylniki także są silnie wydłużone. Łuskowate przydatki u ich nasady zrastają się z płatkami tworząc rurkowate miodniki. Zalążnia górna, dwukomorowa, z pojedynczą szyjką słupka podobnie długą jak pręciki. Kwiaty są protandryczne (najpierw dojrzewają pręciki, później słupki).
OwoceTorebki zawierające od jednego do trzech siateczkowatych na powierzchni nasion.

## Systematyka
Rodzaj z rodziny faceliowatych Hydrophyllaceae, ewentualnie w zależności od ujęcia jej pozycji systematycznej – z podrodziny Hydrophylloideae w obrębie rodziny ogórecznikowatych Boraginaceae.
Wykaz gatunków
- Hydrophyllum appendiculatu m Michx.
- Hydrophyllum brownei Kral & V.M. Bates
- Hydrophyllum canadense L. – faceliowiec kanadyjski
- Hydrophyllum capitatum Douglas ex Benth.
- Hydrophyllum fendleri (A. Gray) A. Heller
- Hydrophyllum macrophyllum Nutt.
- Hydrophyllum occidentale (S. Watson) A. Gray
- Hydrophyllum tenuipes A.Heller
- Hydrophyllum virginianum L. – faceliowiec wirginijski
- Hydrophyllum watsonii (A. Gray) Rydb.